# Kępy (przystanek kolejowy)
Kępy – nieczynny przystanek stargardzkiej kolei wąskotorowej w Kępach, w województwie zachodniopomorskim, w Polsce. Przystanek został zlikwidowany po 1945 roku.